# Coleodactylus natalensis
Coleodactylus natalensis es una especie de geco de la familia Sphaerodactylidae. Es endémica del estado de Río Grande del Norte, en el norte de Brasil. Habita en la hojarasca de zonas de restinga (dunas costeras).